# Championnats du Congo de cyclisme sur route
Les championnats du Congo de cyclisme sur route sont les championnats nationaux de cyclisme sur route organisés par la Fédération congolaise de cyclisme.

## Podiums de la course en ligne
| Année | Vainqueur              | Deuxième        | Troisième                |  |
| ----- | ---------------------- | --------------- | ------------------------ |  |
| 2011  | Jean-Pierre Wimana     | Marc Tchicaya   | Nikita Moungondo         |  |
| 2014  | Wilfrid Tsoukina Mboko | Obed Bantsimba  | Grace Miantetele Boukira |  |
| 2018  | André Tchicaya         | Roland Tchicaya | Antoine Makola           |  |